# Gare de Gelterkinden
La gare de Gelterkinden (en allemand Bahnhof Gelterkinden) est une des deux gares de Gelterkinden, en Suisse.

## Service voyageurs

### Desserte
| Origine                | Arrêt précédent | Train | Train | Train | Arrêt suivant | Destination |
| ---------------------- | --------------- | ----- | ----- | ----- | ------------- | ----------- |
| Delémont ou Porrentruy | Sissach         |       | S     |       | Tecknau       | Olten       |
| Bâle CFF               | Sissach         |       | IR    |       | Olten         | Lucerne     |